# Anthony Davis
Anthony Marshon Davis Jr. (Chicago, 11 de março de 1993) é um basquetebolista estadunidense que atua como ala-pivô ou pivô. Atualmente defende o Dallas Mavericks na NBA. Davis se destacou no basquete universitário da NCAA jogando pelo Kentucky Wildcats e foi posteriormente selecionado na primeira posição no draft da NBA de 2012, passando a integrar o elenco do New Orleans Pelicans (na época chamado de New Orleans Hornets). Graças ao tamanho de sua sobrancelha, ganhou vários apelidos, sendo o mais popular "Monocelha".
Davis era uma sensação no basquete universitário, e mesmo sem ter sequer disputado uma partida sequer pela NBA, foi convocado para defender a Seleção Estadunidense nos Jogos Olímpicos de Verão de 2012, realizados em Londres. Reserva de Kevin Love na competição, Davis conquistou a medalha de ouro.
No Jogo das Estrelas de 2017, realizado em Nova Orleães, cidade onde jogava, Davis marcou 52 pontos jogando pelo Oeste, quebrando o recorde de 42 pontos que pertencia a Wilt Chamberlain, sendo coroado como MVP da Partida.
Em 2021, ele foi homenageado como um dos 75 maiores jogadores da história da NBA.

## Estatísticas na NBA
| † | Campeão da temporada da NBA |
|   | Líder da liga               |

#### Temporada regular
| Ano      | Equipe        | PJ  | PT  | MPJ  | AP   | 3P   | LL   | RT   | AS  | BR  | TO  | PPJ  |
| -------- | ------------- | --- | --- | ---- | ---- | ---- | ---- | ---- | --- | --- | --- | ---- |
| 2012–13  | Hornets       | 64  | 60  | 28.8 | .516 | .000 | .751 | 8.2  | 1.0 | 1.2 | 1.8 | 13.5 |
| 2013–14  | Pelicans      | 67  | 66  | 35.2 | .519 | .222 | .791 | 10.0 | 1.6 | 1.3 | 2.8 | 20.8 |
| 2014–15  | Pelicans      | 68  | 68  | 36.1 | .535 | .083 | .805 | 10.2 | 2.2 | 1.5 | 2.9 | 24.4 |
| 2015–16  | Pelicans      | 61  | 61  | 35.5 | .493 | .324 | .758 | 10.3 | 1.9 | 1.3 | 2.0 | 24.3 |
| 2016–17  | Pelicans      | 75  | 75  | 36.1 | .504 | .299 | .802 | 11.8 | 2.1 | 1.3 | 2.2 | 28.0 |
| 2017–18  | Pelicans      | 75  | 75  | 36.4 | .534 | .340 | .828 | 11.1 | 2.6 | 1.3 | 2.6 | 28.1 |
| 2018–19  | Pelicans      | 56  | 56  | 33.0 | .517 | .331 | .794 | 12.0 | 3.9 | 1.6 | 2.4 | 25.9 |
| 2019–20  | L.A. Lakers † | 62  | 62  | 34.4 | .503 | .330 | .846 | 9.3  | 3.2 | 1.5 | 2.3 | 26.1 |
| 2020–21  | L.A. Lakers   | 36  | 36  | 32.3 | .491 | .260 | .738 | 7.9  | 3.1 | 1.3 | 1.6 | 21.8 |
| 2021–22  | L.A. Lakers   | 40  | 40  | 35.1 | .532 | .186 | .713 | 9.9  | 3.1 | 1.2 | 2.3 | 23.2 |
| 2022–23  | L.A. Lakers   | 56  | 54  | 34.0 | .563 | .257 | .784 | 12.5 | 2.6 | 1.1 | 2.0 | 25.9 |
| 2023-24  | L.A. Lakers   | 76  | 76  | 35.5 | .556 | .271 | .816 | 12.6 | 3.5 | 1.2 | 2.3 | 24.7 |
| Carreira | Carreira      | 736 | 729 | 34.5 | .523 | .297 | .795 | 10.6 | 2.5 | 1.3 | 2.3 | 24.1 |
| All-Star | All-Star      | 7   | 3   | 17.3 | .700 | .143 | .500 | 5.3  | 1.4 | 1.1 | .6  | 18.4 |

#### Play-in
| Ano      | Equipe      | PJ | PT | MPJ  | AP   | 3P   | LL    | RT   | AS  | BR  | TO  | PPJ  |
| -------- | ----------- | -- | -- | ---- | ---- | ---- | ----- | ---- | --- | --- | --- | ---- |
| 2021     | L.A. Lakers | 1  | 1  | 42.2 | .417 | .167 | 1.000 | 12.0 | 2.0 | 2.0 | 1.0 | 25.0 |
| 2023     | L.A. Lakers | 1  | 1  | 42.7 | .526 | .000 | .667  | 15.0 | 4.0 | 2.0 | 3.0 | 24.0 |
| 2024     | L.A. Lakers | 1  | 1  | 40.2 | .375 | —    | .800  | 15.0 | .0  | 1.0 | 3.0 | 20.0 |
| Carreira | Carreira    | 3  | 3  | 41.7 | .441 | .143 | .800  | 14.0 | 2.0 | 1.7 | 2.3 | 23.0 |

#### Playoffs
| Ano      | Equipe        | PJ | PT | MPJ  | AP   | 3P   | LL   | RT   | AS  | BR  | TO  | PPJ  |
| -------- | ------------- | -- | -- | ---- | ---- | ---- | ---- | ---- | --- | --- | --- | ---- |
| 2015     | Pelicans      | 4  | 4  | 43.0 | .540 | .000 | .889 | 11.0 | 2.0 | 1.3 | 3.0 | 31.5 |
| 2018     | Pelicans      | 9  | 9  | 39.8 | .520 | .273 | .828 | 13.4 | 1.7 | 2.0 | 2.4 | 30.1 |
| 2020     | L.A. Lakers † | 21 | 21 | 36.6 | .571 | .383 | .832 | 9.7  | 3.5 | 1.2 | 1.4 | 27.7 |
| 2021     | L.A. Lakers   | 5  | 5  | 28.8 | .403 | .182 | .833 | 6.6  | 2.6 | .6  | 1.6 | 17.4 |
| 2023     | L.A. Lakers   | 16 | 16 | 38.0 | .520 | .333 | .852 | 14.1 | 2.6 | 1.4 | 3.1 | 22.6 |
| 2024     | L.A. Lakers   | 5  | 5  | 41.6 | .634 | .000 | .808 | 15.6 | 4.0 | .4  | 1.6 | 27.8 |
| Carreira | Carreira      | 60 | 60 | 37.6 | .542 | .313 | .840 | 11.8 | 2.8 | 1.3 | 2.2 | 26.1 |

## Prêmios e homenagens
- Campeão da NBA: 2020
- Campeão da Copa NBA: 2023
- NBA All-Star Game MVP: 2017
- 10x NBA All-Star: 2014, 2015, 2016, 2017, 2018, 2019, 2020, 2021, 2024 e 2025
- 5x All-NBA Team:
  - Primeiro Time: 2015, 2017, 2018 e 2020
  - Segundo Time: 2024
- 5x NBA All-Defensive Team:
  - Primeiro Time: 2018, 2020 e 2024
  - Segundo Time: 2015 e 2017
- NBA All-Rookie Team:
  - Primeiro Time: 2013
- 3x Líder em Tocos da NBA: 2014, 2015 e 2018
- Um dos 75 maiores jogadores da história da NBA
- Seleção dos Estados Unidos:
  - Jogos Olímpicos:
    -  Medalha de Ouro 2012

  - FIBA World Championship:
    -  Medalha de Ouro 2014